# Getikvank
Getikvank (arménsky Գետիկվանք; dříve Getikvanq) je bývalá vesnice v provincii Vajoc Dzor v Arménii. Vesnice byla začleněna do komunity Vardahovit.